# Lednice rybníky
Lednice rybníky – przystanek kolejowy w Lednicach, w kraju południowomorawskim, w Czechach. Znajduje się na wysokości 170 m n.p.m.
Jest zarządzany przez Správę železnic. Na przystanku nie ma możliwości zakupu biletu, a obsługa podróżnych odbywa się w pociągu.

## Linie kolejowe
- 247 Břeclav - Lednice